# Lycos
Lycos (читается Лайкос) — поисковая система и веб-портал.

## История компании
Lycos появился как исследовательский проект Майкла Лорена Молдина в Университете Карнеги — Меллона. Штаб-квартира компании находится в Уолтеме, штат Массачусетс, и является дочерней компанией Kakao.
В 1995 году с привлечением венчурного капитала была создана компания Lycos, Inc. Поисковая машина Lycos была одной из первых в Интернете.
В 1996 году компания вышла на IPO и превратилась в один из первых в мире бизнес-проектов в интернете, приносивших доход.
Компания Lycos Europe была образована в мае 1997 года как совместное предприятие Lycos Inc., USA (нынешняя Terra Lycos — NASDAQ:TRLY), и Bertelsmann AG, Германия.
В 2001 году Lycos первым из крупных международных порталов пришёл в Россию, но через несколько лет lycos.ru был закрыт.
К настоящему времени, после смены нескольких владельцев, сервис утратил свои позиции и малоизвестен пользователям интернета.
В феврале 2009 года почтовый сервис GMX Mail купил доменное имя Caramail, принадлежавшее Lycos Europe, и предоставил старым пользователям Caramail свои услуги. В августе 2010 года Lycos была куплена за 36 миллионов долларов индийской компанией Ybrant Digital.